# Папа
 Тази статия е за църковната длъжност.  За християнския мъченик вижте Папа (мъченик).  
Папа Римски (на латински: papa, и на гръцки: πάππας – в пр. отец, баща) е глава и върховен суверенен йерарх (понтифекс, понтифик) (на латински: Pontifex Romanus – римски понтифекс, или на латински: Pontifex Maximus – върховен суверенен понтифекс) на Римокатолическата църква, а в международното право – суверенно лице с изключителни пълномощия (persona sui generis), защото едновременно притежава три неразделни функции на властта:
1. глава и суверен на Светия престол;
2. наследник на свети Петър (първият епископ на Рим), глава на Католическата църква и неин върховен йерарх;[1]
3. абсолютен суверен (монарх) на града държава Ватикана.

Пълният суверенитет на папата като глава на Светия Престол, се запазва независимо от наличието на териториални владения. Суверенитетът на Ватикана (територията, на която се разполага Светия престол), потвърден от Латеранските съглашения през 1929 г., произтича от суверенитета на Светия престол.
В първите векове на християнството, името папа се използва за всички епископи. Има свидетелства за това, че през VI век, все още някои епископи се наричали папи.  От началото на VII век до наши дни, тази титла се дава само на римските и александрийските епископи. Първият римски епископ, който използва титлата „папа“ е Сириций през 384 г.
Според католическото учение папата е наследник на епископския престол на Свети Петър и затова има предимство в цялата християнска Църква пред останалите епископи.
От 13 март 2013 г. до 21 април 2025 г. римски папа е Франциск.
От 13 март 2013 г. влиза в сила близка титла до тази на папата – Римски папа в почивка. Тя не се свързва със законодателни или религиозни правомощия и се придобива от подалия оставка папа. Първият ѝ носител е папа Бенедикт XVI.

## Официална титулатура
Пълната титла на римския папа е: Епископ на Рим, Наместник на Исус Христос, Приемник на Княза на апостолите, Върховен понтифекс на Вселенската църква, Патриарх на Запада, Примас на Италия, Архиепископ и митрополит на Римската провинция, Mонарх на града държава Ватикана, Роб на робите на Бога.
Титлата Патриарх на Запада (Patriarcha Occidentis) е използвана спорадично, за пръв път от Папа Теодор I през 642, а официално – от 1863 до 2005 г. Папа Бенедикт XVI се отказва от тази титла след избирането му за папа, затова тя е премахната като официална папска титла в Annuario Pontificio от 2006 г.

## История

### Титла
В първите векове на християнството названието папа (на старогръцки: πάππας páppas баща) се дава първоначално на всички свещеници, които имат право да дават благословия, а по-късно – на всички епископи. Има свидетелства, че през VI век някои епископи все още са били наричани папи. Начиная от VII век и до днес санът са дава само на римския папа и на александрийските патриарси.

### Основни периоди в историята на папството
В историята на папството могат да се обособят следните периоди:
- Доникейски (или преди управлението на Константин) – до 313 или 325 година. Период на преследвания на християните в Римската империя.
- От Константин до остготите (313 – 493). Християнството получава статут на държавна религия.
- Остготски период (493 – 537). Политическо влияние на остготите.
- Византийски (537 – 752). Политическо влияние на Византия.
- Франкски (756 – 857). Политическо влияние на франките.
- Епоха на унизено състояние на папството (до 1044 – 1048). Папство е под влиянието на влиятелни семейства (порнократия, Теофилакти, Кресценти).
- Имперско папство (1048 – 1257). Епоха на най-голямо папско могъщество. Борба за инвеститурата
- Папите са в резиденции (Витербо, Перуджа, Орвието) извън пределите на Рим (1257 – 1309).
- Авиньонско папство (1309 – 1377).
- Папска схизма (1378 – 1417).
- Папството по време на Ренесанса (1417 – 1534).
- Реформация и Контрареформация (1517 – 1585).
- Папството по време на барока (1585 – 1689) и Просвещението.
- Папството по време на революции (1775 – 1861).
- Римски въпрос (1861 – 1929) – политическо противопоставяне между италианското правителство и папството.
- Съвременен период (от 1929), след Латеранските договори.

## Избор на папа

### Историческо развитие
Първите епископи на Рим са избирани от народа и духовенството, след което са били утвърждавани от епископите на съседните епархии. След това избраният кандидат бил посвещаван в епископски сан. През V век обаче започнало ограничаване влиянието на светските лица върху избора на римския епископ и постепенно той станал изключително право на духовенството. Одобрението на народа се превърнало в обикновена формалност. За сметка на това все по-често в избора на епископи започнали да се намесват представителите на върховната светска власт – крале и императори, както и представители на римската аристокрация – проблем, просъществувал чак до края на XIX век.

### Конклав
В резултат на григорианската реформа (XI – XIII в.) бил направен опит да се изключи влиянието на светските фактори върху избора на папа като той бъде предаден на елита на римското духовенство или кардиналската колегия. В този дух били постановленията на папа Николай II от 1059 г. и папа Александър III от 1179 г., по силата на които кардиналите получили правото да избират папата. Така се оформила и изборната колегия – конклавът.
От XIII в. процедурата по избор на папа започва да придобива много от особеностите, които се спазват и в съвременността. Така например, за да се ускори изборът на първосвещеник (който понякога се проточвал месеци) и да се ограничи възможността за външна намеса кардиналите били заключвани в залата, където заседавали (оттук произлиза и самата дума „конклав“ – cum clavi, т.е. „под ключ“), с течение на времето храната им също била ограничавана. Залата почти винаги е Сикстинската капела. През следващите векове регламентът на конклава бил многократно променян и допълван, но независимо от това влиянието на външни политически фактори никога не е било премахнато напълно.
Последните папски решения, приети едва през ХХ в., гарантират в много по-голяма степен свободата и независимостта на конклава при избора на нов папа. Освен това е въведено изискването да се пази в пълна тайна хода на изборите. Този, който наруши това изискване, е заплашен от сурови църковни наказания. Гласуването за папа се извършва тайно с бюлетини, които се изгарят след всеки тур в специална камина. Цветът на дима от тези бюлетини известява на римляните резултатите от гласуването – ако е черен, значи кардиналите не са постигнали съгласие по кандидатурите, а ако е бял означава, че новият папа е избран.

## Имена
До VI в. римските епископи запазвали собствените си имена. Първият, който променил името си бил Йоан II (533 – 535). Той се казвал Меркурий и вероятно е смятал за непристойно да носи римско езическо име. Едва от средата на XVI в. обаче всички папи започнали да приемат ново име, почитайки по този начин определени свои предшественици. В съответствие със сега действащите правила след избирането на папа деканът на кардиналската колегия се убеждава, че избраният е съгласен да заеме престола на Свети Петър, след което му задава въпроса: „Какво име желаеш да приемеш?“.

## Възраст
В средновековните източници се указват изключително рядко рождените дати на папите. Хронистите се ограничават обикновено с посочването на това, че на папския трон е седнал „млад“ или „стар“ човек. Установено е обаче, че няколко папи заели на трона на Свети Петър доста млади – Йоан XII (955 – 964) при избирането си е 20-годишен, Григорий V (966 – 999) – на 24, а Бенедикт IX (1032 – 1044) – едва на 15 (по някои източници дори на 12) години. Има и противоположни случаи, когато за папи са избирани доста възрастни за времето си духовници. Така например, Павел IV (1555 – 1559) бил на 79, а Климент X (1670 – 1676) – на 80 години, когато поели властта над Католическата църквата.

## Продължителност на понтификатите
Най-дълго управлявалият папа в историята на църквата е Пий IX – 32 години, а след него се нареждат Йоан Павел II – 26, Пий VI – 24, Пий VII – 23 и Александър III – 22 години. Папа Лъв XIII (1878 – 1903) бил на 68 години, когато го избрали и след това управлявал цели 25 години. Много повече обаче са кратките понтификати. Така например, Стефан II (752) умрял на третия ден след избирането му, без дори да доживее до официалното си коронясване и по тази причина дори не е вписан в официалния папски регистър. Няколко папи се отказвали от тиарата под заплаха от смъртно наказание.

## Националност
Не е възможно да се установи националността на римските епископи до III в., но най-вероятно повечето са били гърци, тъй като раннохристиянската римска община се е състояла в мнозинството си от преселници, а не от местни жители. Според официалната статистика от 261 папи около 200 са родом от Италия, 50 са чужденци а националността на останалите не е установена. Сред чужденците преобладават гърци и сирийци, 7 папи са родени във Франция, 7 – в Германия, 2 – в Испания, има и по 1 от Африка, Англия, Южна Америка, Северна Америка Фландрия и Полша. Холандският папа Адриан VI (1522 – 1523) бил последният папа-неиталианец до избирането през 1978 г. на Йоан Павел II. Половината от италианските папи били родени в Рим.

## Социален статус
Невъзможно е да се установи какъв е бил социалният произход на папите през първите векове от съществуването на християнството. Известно е само, че папа Каликст I бил роден като роб, а папа Кай бил роднина на император Диоклециан. Феликс III и Григорий I Велики били от известни римски сенаторски родове. През Средновековието, Възраждането и дори по време на Контрареформацията огромната част от папите били представители на аристокрацията. Редки са случаите на папи, произхождащи от бедните слоеве на населението и в огромната си част до избирането им на този пост те са били обикновено монаси, тъй като монашеското звание облекчавало достъпа на духовниците от низините на обществото до висшите степени в църковната йерархия.